# 博哈里
博哈里（Bohari），是印度阿萨姆邦Barpeta县的一个城镇。总人口7976（2001年）。

## 人口
该地2001年总人口7976人，其中男性4171人，女性3805人；0—6岁人口1076人，其中男585人，女491人；识字率59.48%，其中男性为66.77%，女性为51.48%。